# 兰加德尔卡斯蒂略
兰加德尔卡斯蒂略，是西班牙阿拉贡自治区萨拉戈萨省的一个市镇。 总面积50平方公里，总人口177人（2001年），人口密度4人/平方公里。